# 2006 en baseball
| Années du baseball : 2003 - 2004 - 2005 - 2006 - 2007 - 2008 - 2009    |
| Décennies du baseball : 1970 - 1980 - 1990 - 2000 - 2010 - 2020 - 2030 |

Cet article présente les faits marquants de l'année 2006 en baseball.

## Champions

### Ligue majeure de baseball
- Saison régulière
  - Ligue américaine
    - Division Est : Yankees de New York
    - Division Centrale : Twins du Minnesota
    - Division Ouest : Athletics d'Oakland

  - Ligue nationale
    - Division Est : Mets de New York
    - Division Centrale : Cardinals de Saint-Louis
    - Division Ouest : Padres de San Diego

- Série mondiale : Cardinals de Saint-Louis

### Ligues mineures
- Niveau AAA
  - Ligue internationale : Toledo Mud Hens
  - Ligue de la côte du Pacifique : Tucson Sidewinders

- Niveau AA
  - Ligue de l'Est : Portland Sea Dogs
  - Ligue du Sud : Montgomery Biscuits
  - Ligue du Texas : Corpus Christi Hooks

### Championnat universitaire
- College World Series Division I : Oregon State

### International
- Classique mondiale de baseball : Japon
- Coupe intercontinentale : Cuba
- Jeux asiatiques : Taïwan
- Série d'Asie : Hokkaido Nippon Ham Fighters
- Série des Caraïbes : Leones del Caracas (Venezuela)
- Coupe d'Europe de baseball : San Marino Baseball Club

## Événements

### Février
- 7 février : première victoire d'une équipe vénézuélienne en Série des Caraïbes depuis 1989. Les Leones del Caracas battent les Tigres del Licey (République dominicaine) avec six victoires en autant de rencontres.
- 27 février : élection de 17 nouveaux membres au Temple de la renommée du baseball. Parmi ceux-ci, il convient de signaler Effa Manley, première femme élue.

### Mars
- 10 mars : Shairon Martis, lanceur des Pays-Bas, réussi un match sans point ni coup sûr face à Panama lors du premier tour de la Classique mondiale de baseball. Les Pays-Bas s'imposent 10 à 0 en 7 manches.
- 20 mars : le Japon bat Cuba 10-6 en finale de la première édition de la Classique mondiale de baseball. Daisuke Matsuzaka est élu Meilleur joueur du tournoi.

### Avril
- 4 avril : inauguration du Busch Stadium à Saint-Louis.
- 17 avril : Pedro Martinez, lanceur des Mets de New York, remporte sa 200e victoire en carrière face aux Braves d'Atlanta au Shea Stadium.
- 26 avril : Mike Piazza, joueur des Padres de San Diego, frappe son 400e circuit en carrière.

### Mai
- 27 mai : Curt Schilling, lanceur des Red Sox de Boston, remporte sa 200e victoire en carrière face Devil Rays de Tampa Bay au Fenway Park.
- 28 mai : Barry Bonds frappe son 715e coup de circuit, dépassant Babe Ruth pour le meilleur total de coups de circuit par un gaucher en carrière.
- 28 mai : les Barracudas de Montpellier remportent le Challenge de France de baseball 2006 en s'imposant 9-4 en finale face aux Lions de Savigny-sur-Orge.

### Juin
- 6 juin : Kenny Rogers, lanceur des Tigers de Detroit, remporte sa 200e victoire en carrière face Cubs de Chicago au Wrigley Field.

### Juillet
- 11 juillet : match des étoiles de la Ligue majeure de baseball 2006 à Pittsburgh. La Ligue américaine s'impose 3-2 contre la Ligue nationale.

### Septembre
- 6 septembre : Anibal Sanchez, lanceur des Marlins de la Floride, réussi un no-hitter face aux Diamondbacks de l'Arizona.
- 6 septembre : les États-Unis et Cuba se qualifient pour les Jeux olympiques d'été de 2008 lors du tournoi de qualification olympique des Amériques.
- 23 septembre : Barry Bonds frappe son 734e circuit, dépassant Hank Aaron pour le plus grand nombre de coups de circuit dans la Ligue nationale. Bonds finit la saison avec 734 coups de circuit.

### Octobre
- 1er octobre : Kinheim remporte le Championnat des Pays-Bas de baseball 2006.
- 22 octobre : Rouen Baseball 76 gagne le Championnat de France de baseball élite 2006.
- 27 octobre : World Series 2006. Les champions de la Ligue nationale, les Cardinals de Saint-Louis battent les champions de la Ligue américaine, les Tigers de Detroit 4 victoires à 1 et deviennent champions du monde de baseball. David Eckstein est élu Meilleur joueur de la série.

### Novembre
- 21 novembre: Ryan Howard des Phillies est élu le meilleur joueur de la ligue nationale, devant Albert Pujols des Cardinals. Justin Morneau des Twins est élu le meilleur joueur de la ligue américaine, devant Derek Jeter des Yankees.

### Décembre
- 7 décembre: Taïwan remporte le tournoi de baseball des jeux asiatiques.

## Décès
- 1er janvier : Paul Lindblad, joueur américain de baseball. (° 9 août 1941)
- 6 mars : Kirby Puckett, joueur de baseball, élu au Temple de la renommée du baseball en 2001. (° 14 mars 1960)
- 4 août : Elden Auker, joueur américain de baseball. (° 21 septembre 1910)